# Municipio de Thacker
El municipio de Thacker (en inglés: Thacker Township) es un municipio ubicado en el condado de Lawrence en el estado estadounidense de Arkansas. En el año 2010 tenía una población de 453 habitantes y una densidad poblacional de 56,97 personas por km².

## Geografía
El municipio de Thacker se encuentra ubicado en las coordenadas 36°14′39″N 91°15′21″O / 36.24417, -91.25583. Según la Oficina del Censo de los Estados Unidos, el municipio tiene una superficie total de 7.95 km², de la cual 7,76 km² corresponden a tierra firme y (2,44 %) 0,19 km² es agua.

## Demografía
Según el censo de 2010, había 453 personas residiendo en el municipio de Thacker. La densidad de población era de 56,97 hab./km². De los 453 habitantes, el municipio de Thacker estaba compuesto por el 98,9 % blancos, el 0,22 % eran amerindios, el 0,22 % eran asiáticos y el 0,66 % eran de una mezcla de razas. Del total de la población el 1,1 % eran hispanos o latinos de cualquier raza.